# Challement
Challement ist eine französische Gemeinde mit 45 Einwohnern (Stand 1. Januar 2022) im Département Nièvre in der Region Bourgogne-Franche-Comté (vor 2016 Bourgogne). Sie gehört zum Arrondissement Clamecy und zum Kanton Corbigny (bis 2015 Brinon-sur-Beuvron).

## Geographie
Challement liegt etwa 55 Kilometer nordöstlich von Nevers am Rande des Morvan. Umgeben wird Challement von den Nachbargemeinden von Lys im Norden, Dirol im Osten, Germenay im Süden und Südosten, Asnan im Westen sowie Talon im Nordwesten.

## Bevölkerungsentwicklung
| Jahr                       | 1962 | 1968 | 1975 | 1982 | 1990 | 1999 | 2006 | 2011 | 2016 |
| Einwohner                  | 79   | 86   | 90   | 74   | 66   | 54   | 60   | 61   | 56   |
| Quellen: Cassini und INSEE |      |      |      |      |      |      |      |      |      |

## Sehenswürdigkeiten
- Kirche Saint-Hilaire aus dem 16. Jahrhundert, seit 1907 Monument historique

## Weblinks

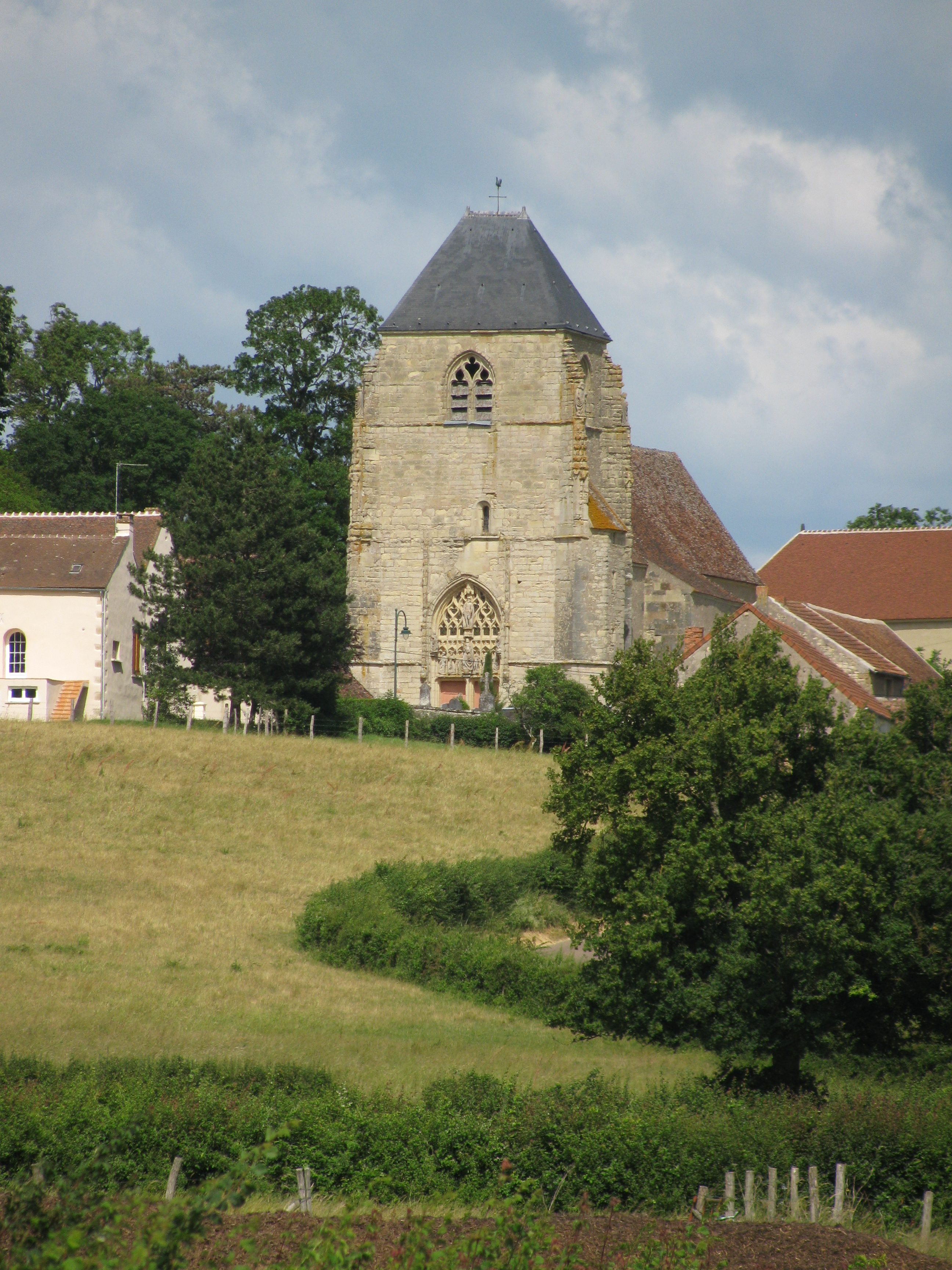
Kirche Saint-Hilaire